# Mitsubishi Crystal Mover

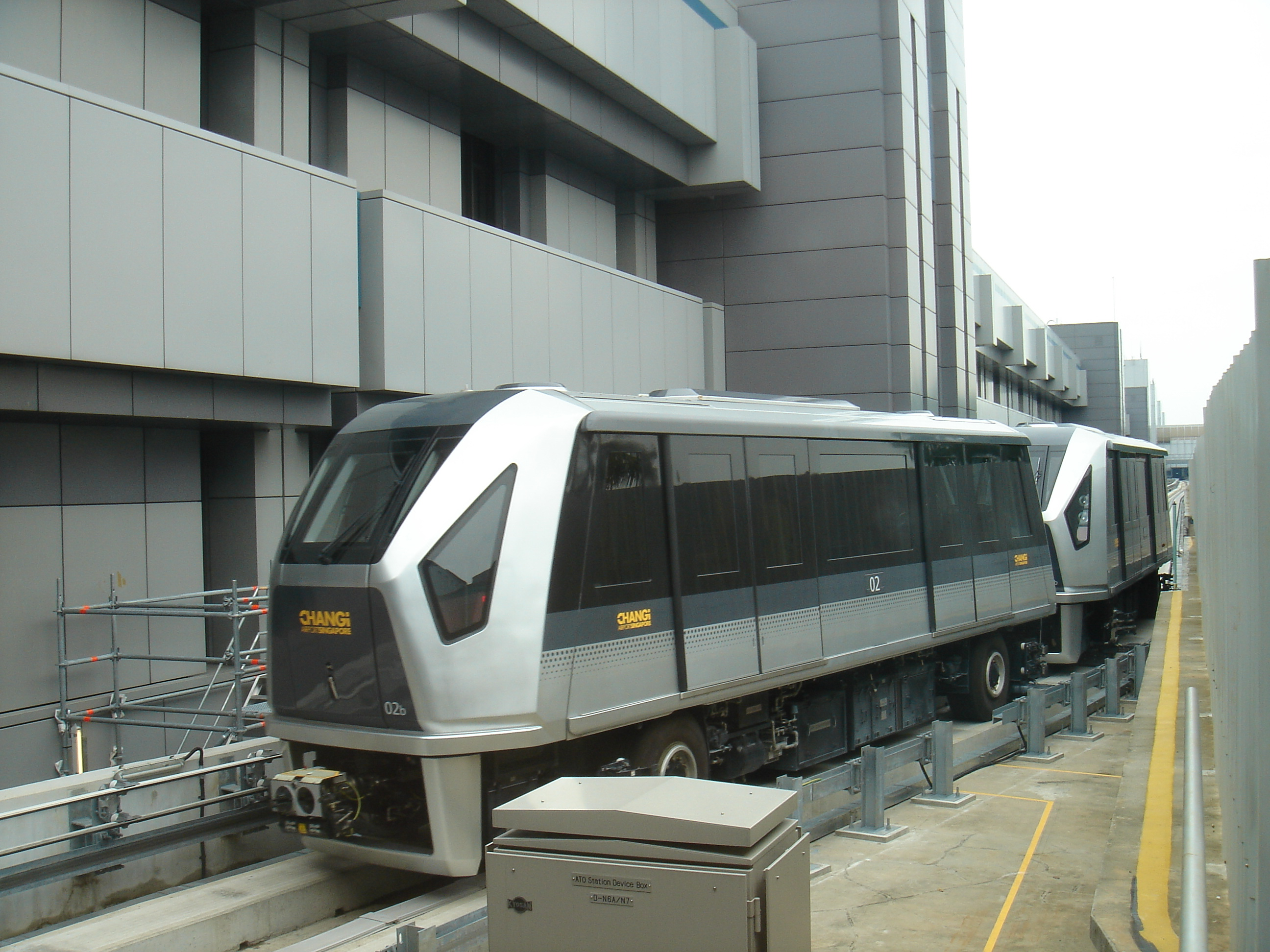
Ein Crystal Mover am Changi Airport, Singapur

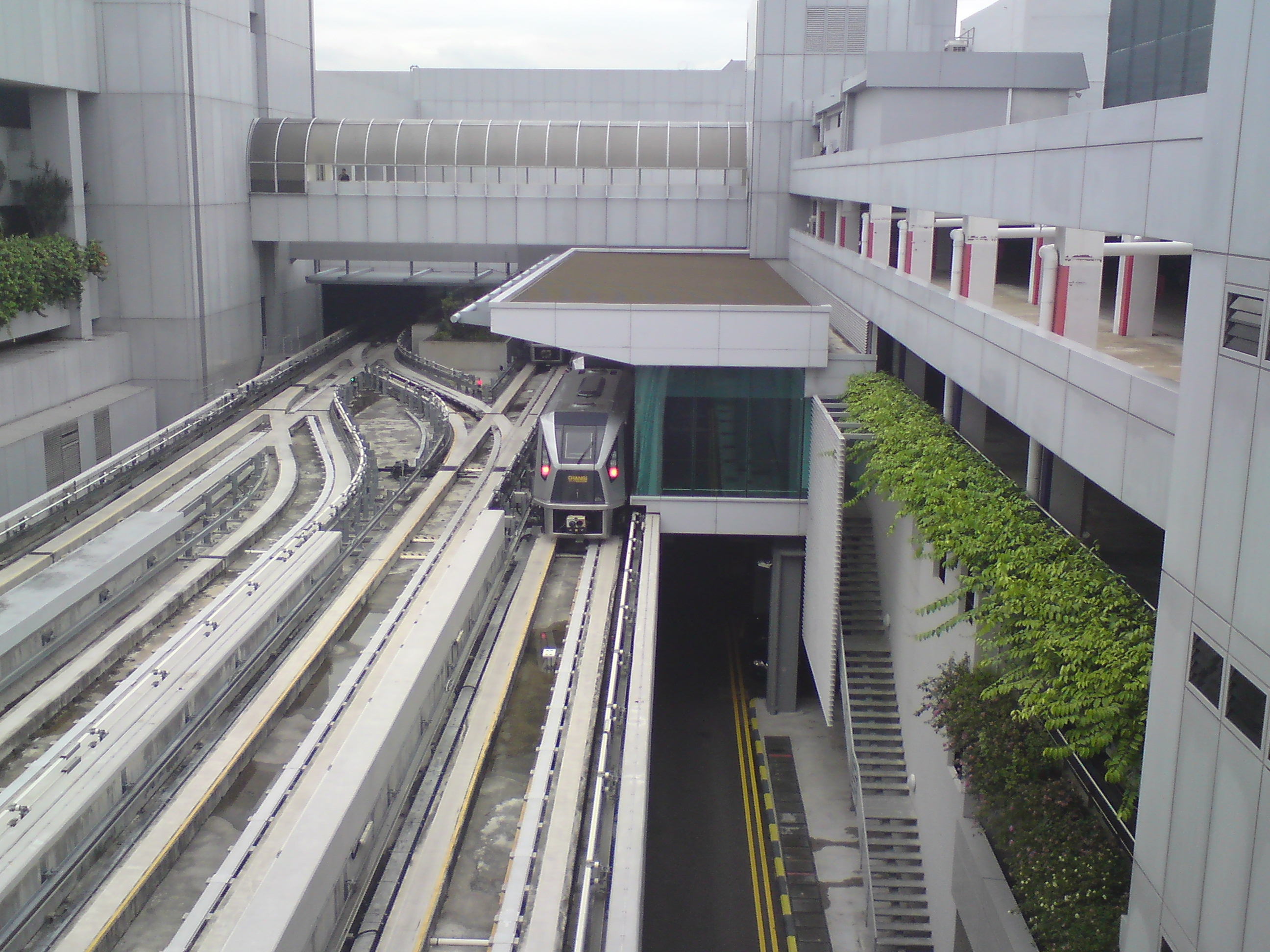
Mehrgleisige Strecke mit Weichen am Changi Airport, Singapur

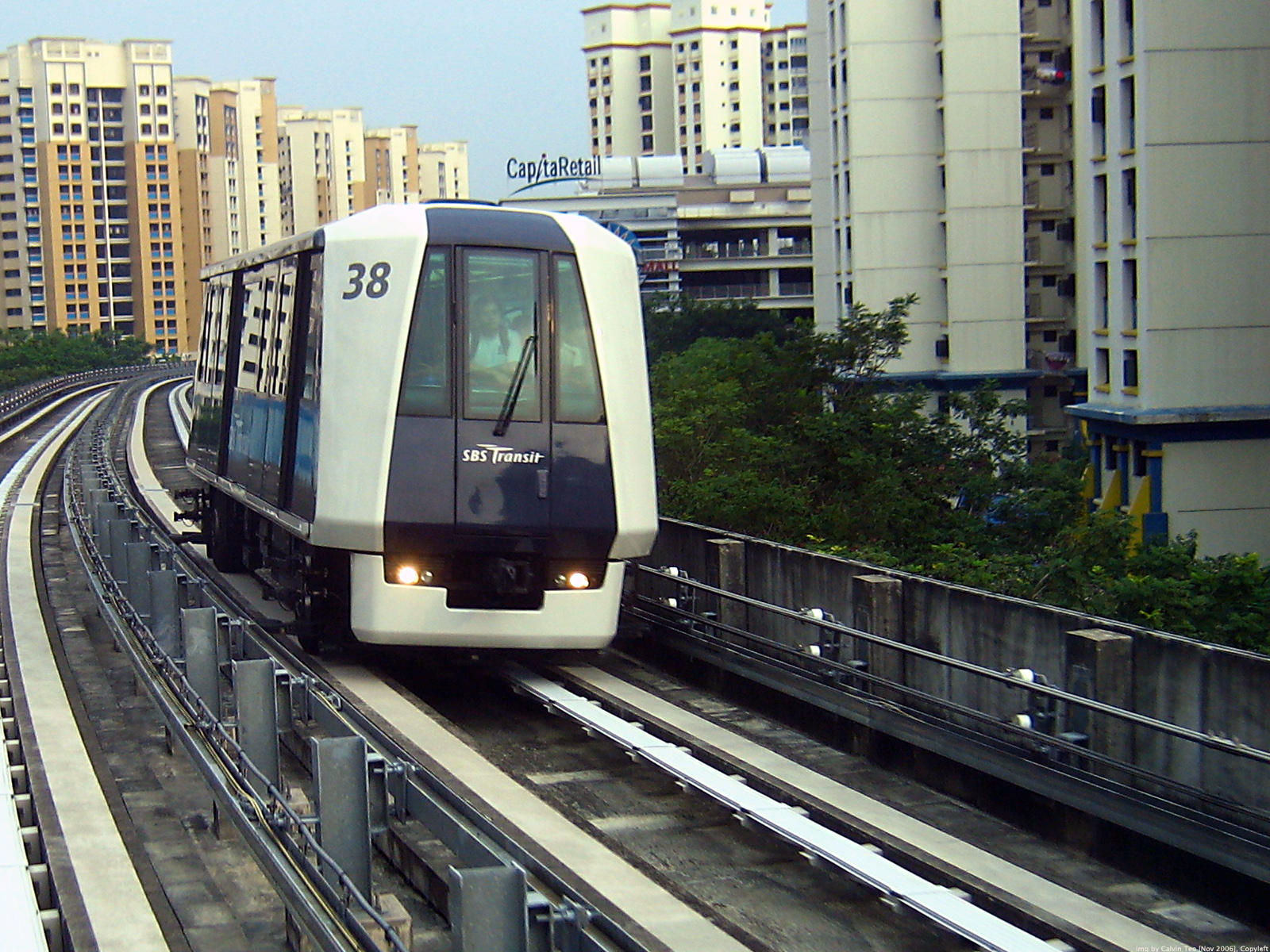
Ein Crystal Mover auf freier Strecke in Singapur

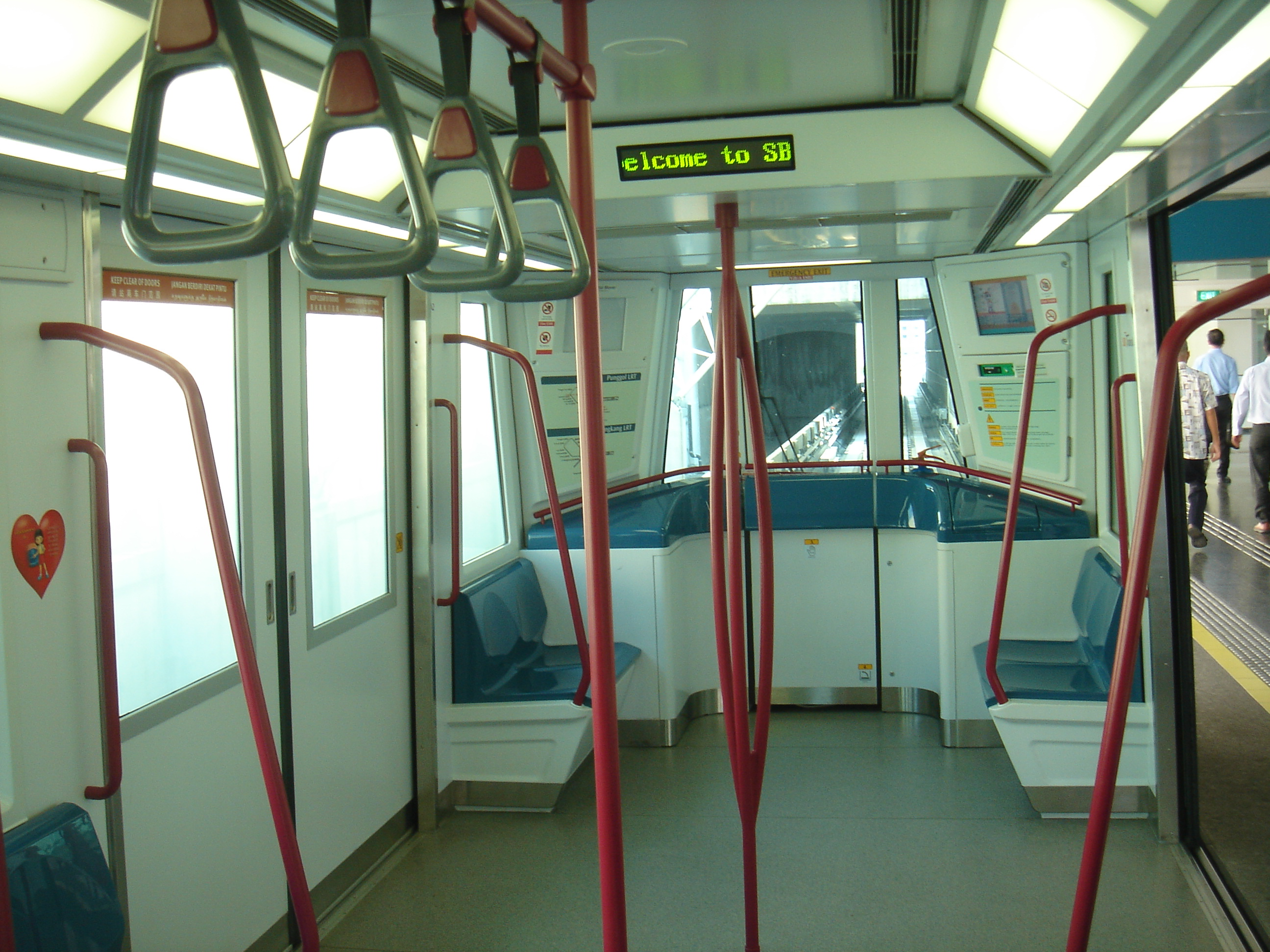
Innenansicht eines solchen Fahrzeugs

Der Mitsubishi Crystal Mover ist ein automatisiertes Bahnsystem, das mit gummibereiften Rädern auf einem speziellen Fahrweg fährt, wobei die seitliche Führung durch Rollen an Führungsschienen erfolgt. Es wird von der japanischen Firma Mitsubishi Heavy Industries angeboten und als Peoplemover sowohl auf Flughäfen als auch im Stadtverkehr eingesetzt. 

## Technik
Die Fahrzeuge werden über zwei oberhalb der Führungsschiene liegenden, seitlich bestrichene Stromschienen mit 750 Volt Gleichstrom versorgt.
Die Fahrzeuge sind 11.840 mm lang, 2690 mm breit und 3615 mm hoch. Sie bieten 16 Sitzplätze und 87 Stehplätze.
Die Höchstgeschwindigkeit beträgt maximal 80 km/h, im Betrieb max. 70 km/h. Die Fahrzeuge beschleunigen mit bis zu 1,0 m/s² und bremsen im Normalbetrieb mit ebenfalls 1,0 m/s², bei Notbremsungen mit 1,3 m/s².

## Einsatz
- Flughäfen
  - AeroTrain, Washington Dulles International Airport, USA
  - ATL Skytrain, Hartsfield-Jackson Atlanta International Airport, USA
  - Changi Airport Skytrain, Singapore Changi Airport, Singapur
  - Dubai International Airport Terminal 3 APM, Dubai International Airport, VAE
  - HKIA Automated People Mover, Hong Kong International Airport, Hong Kong
  - MIA Mover and Skytrain, Miami International Airport, USA
  - Orlando International Airport People Movers, Orlando International Airport, USA
  - Shuttle Train, Incheon International Airport, Südkorea
  - SkyConnect, Tampa International Airport, USA

- Stadtverkehr
  - In Japan
    - Kobe New Transit Rokko Island Line
    - New Transit System Tokadai Line
    - Tokyo Waterfront New Transit Waterfront Line (YURIKAMOME)
    - Hiroshima Rapid Transit No.1 Line
    - Kanazawa Seaside Line

  - Außerhalb Japans
    - Singapore Mass Rapid Transit LRT Sengkang und Punggol Linie
    - Metro Ligeiro de Macau

## Weitere AGT-Systeme von Mitsubishi
Mitsubishi Heavy Industries bietet weitere gummibereifte automatische spurgeführte Systeme („rubber-tired Automated Guideway Transit (AGT) system“) nach dem Prinzip des „Crystal Mover“ mit höheren Kapazitäten und höheren Geschwindigkeiten an.